# Коробова, Анна Геннадиевна
Анна Геннадиевна Коробова (25 января 1984, Казань) — российская биатлонистка, участница Кубка IBU, чемпионка и призёр чемпионата России. Мастер спорта России.

## Биография
Воспитанница казанского биатлона, первый тренер — Елена Григорьева. На взрослом уровне в начале своей карьеры представляла Ханты-Мансийск, в 2010-е годы выступала за ЦСКА и город Москву, а в сезоне 2016/17 представляла Казань.
В сезоне 2007/08 принимала участие в Кубке IBU, стартовала в трёх гонках на этапах в Турсбю и Обертиллиахе. Лучший результат — 25-е место в индивидуальной гонке в Обертиллиахе.
В составе команды ХМАО становилась чемпионкой России в гонке патрулей (2008), серебряным призёром в гонке патрулей (2006) и командной гонке (2008), бронзовым призёром в гонке патрулей (2005).
Принимала участие в чемпионатах мира среди военнослужащих. В 2014 году в Финляндии стала бронзовым призёром в гонке патрулей и 21-й — в спринте. В 2015 году в Швеции заняла 23-е место в спринте и пятое — в гонке патрулей.